# Dennis Șerban
Dennis Georgian Șerban (ur. 5 stycznia 1976 w Bukareszcie) – rumuński piłkarz grający na pozycji ofensywnego pomocnika. W swojej karierze rozegrał 13 meczów w reprezentacji Rumunii i strzelił 1 gola.

## Kariera klubowa
Karierę piłkarską Șerban rozpoczął w klubie Farul Konstanca. W 1993 roku awansował do kadry pierwszej drużyny, a w 1994 roku został wypożyczony do drugoligowego Portulu Konstanca. W 1995 roku wrócił do Farulu i 19 marca 1994 roku zadebiutował w pierwszej lidze rumuńskiej w wygranym 3:1 domowym meczu z Oțelulem Gałacz. W Farulu grał do lata 1996.
Kolejnym klubem Șerbana w karierze była Steaua Bukareszt. W 1997 i 1998 roku wywalczył ze Steauą dwa tytuły mistrza Rumunii. W sezonie 1996/1997 i w sezonie 1998/1999 zdobył z nią Puchar Rumunii.
W grudniu 1998 roku Șerban przeszedł do Valencii. W Primera División zadebiutował 19 grudnia 1998 w przegranym 1:2 meczu z Espanyolem Barcelona. W 2000 roku był wypożyczony z Valencii do drugoligowego Villarrealu, a w sezonie 2000/2001 do innego klubu z Segunda División, Elche CF. Z kolei wiosną 2002 przebywał na wypożyczeniu w Rapidzie Bukareszt, z którym zdobył krajowy puchar.
W sezonie 2002/2003 Șerban grał w drugoligowej hiszpańskiej Córdobie CF, a w sezonie 2003/2004 w innym drugoligowcu z Hiszpanii, Polideportivo Ejido.
Na początku 2004 roku Șerban wrócił do Rumunii i przez pół roku występował w Petrolulu Ploeszti. Natomiast jesienią 2004 był zawodnikiem Dinama Bukareszt i w sezonie 2004/2005 został z nim wicemistrzem kraju. Następnie w 2005 roku odszedł do Larisy i wiosną 2005 wywalczył z nią awans z Beta Ethniki do Alpha Ethniki. W sezonie 2006/2007 ponownie grał w Dinamie, z którym został mistrzem kraju. Po tamtym sezonie zakończył swoją karierę.
| Sezon   | Klub                | Kraj      | Rozgrywki        | Mecze | Bramki |
| ------- | ------------------- | --------- | ---------------- | ----- | ------ |
| 1993/94 | Farul Konstanca     | Rumunia   | Divizia A        | 0     | 0      |
| 1994/95 | Portul Konstanca    | Rumunia   | Divizia B        | 7     | 1      |
| 1994/95 | Farul Konstanca     | Rumunia   | Divizia A        | 12    | 1      |
| 1995/96 | Farul Konstanca     | Rumunia   | Divizia A        | 32    | 5      |
| 1996/97 | Steaua Bukareszt    | Rumunia   | Divizia A        | 31    | 8      |
| 1997/98 | Steaua Bukareszt    | Rumunia   | Divizia A        | 22    | 4      |
| 1998/99 | Steaua Bukareszt    | Rumunia   | Divizia A        | 9     | 3      |
| 1998/99 | Valencia CF         | Hiszpania | Primera División | 10    | 1      |
| 1999/00 | Valencia CF         | Hiszpania | Primera División | 1     | 0      |
| 1999/00 | Villarreal CF       | Hiszpania | Segunda División | 13    | 4      |
| 2000/01 | Elche CF            | Hiszpania | Segunda División | 35    | 1      |
| 2001/02 | Valencia CF         | Hiszpania | Primera División | 3     | 0      |
| 2001/02 | Rapid Bukareszt     | Rumunia   | Divizia A        | 12    | 2      |
| 2002/03 | Córdoba CF          | Hiszpania | Segunda División | 21    | 4      |
| 2003/04 | Polideportivo Ejido | Hiszpania | Segunda División | 10    | 1      |
| 2003/04 | Petrolul Ploeszti   | Rumunia   | Divizia A        | 8     | 1      |
| 2004/05 | Dinamo Bukareszt    | Rumunia   | Divizia A        | 3     | 0      |
| 2004/05 | AE Larisa           | Grecja    | Beta Ethniki     | 10    | 0      |
| 2005/06 | AE Larisa           | Grecja    | Alpha Ethniki    | 27    | 1      |
| 2006/07 | Dinamo Bukareszt    | Rumunia   | Divizia A        | 7     | 2      |

## Kariera reprezentacyjna
W reprezentacji Rumunii Șerban zadebiutował 14 sierpnia 1996 roku w wygranym 2:0 towarzyskim meczu z Izraelem. W swojej karierze grał w eliminacjach do MŚ 1998, Euro 2000 i MŚ 2002. Od 1996 do 2001 roku rozegrał w kadrze narodowej 13 meczów i strzelił 1 gola.
| Mecze i gole w reprezentacji | Mecze i gole w reprezentacji | Mecze i gole w reprezentacji | Mecze i gole w reprezentacji | Mecze i gole w reprezentacji | Mecze i gole w reprezentacji | Mecze i gole w reprezentacji |
| #                            | Data                         | Stadion                      | Rywal                        | Wynik                        | Gol                          | Rozgrywki                    |
| 1996                         | 1996                         | 1996                         | 1996                         | 1996                         | 1996                         | 1996                         |
| ---------------------------- | ---------------------------- | ---------------------------- | ---------------------------- | ---------------------------- | ---------------------------- | ---------------------------- |
| 1.                           | 14.08.1996                   | Bukareszt, Rumunia           | Izrael                       | 2:0                          | 0                            | towarzyski                   |
| 1997                         |                              |                              |                              |                              |                              |                              |
| 2.                           | 20.08.1997                   | Bukareszt, Rumunia           | Macedonia Północna           | 4:2                          | 0                            | el. MŚ 1998                  |
| 3.                           | 06.09.1997                   | Eschen, Liechtenstein        | Liechtenstein                | 8:1                          | 0                            | el. MŚ 1998                  |
| 1998                         |                              |                              |                              |                              |                              |                              |
| 4.                           | 18.03.1998                   | Bukareszt, Rumunia           | Izrael                       | 0:1                          | 0                            | towarzyski                   |
| 5.                           | 08.04.1998                   | Bukareszt, Rumunia           | Grecja                       | 2:1                          | 0                            | towarzyski                   |
| 6.                           | 22.04.1998                   | Bruksela, Belgia             | Belgia                       | 1:1                          | 0                            | towarzyski                   |
| 7.                           | 19.08.1998                   | Oslo, Norwegia               | Norwegia                     | 0:0                          | 0                            | towarzyski                   |
| 8.                           | 05.09.1998                   | Ta’ Qali, Malta              | Niemcy                       | 1:1                          | 0                            | towarzyski                   |
| 9.                           | 14.10.1998                   | Budapeszt, Węgry             | Węgry                        | 1:1                          | 0                            | el. ME 2000                  |
| 1999                         |                              |                              |                              |                              |                              |                              |
| 10.                          | 09.03.1999                   | Bukareszt, Rumunia           | Estonia                      | 2:0                          | 0                            | towarzyski                   |
| 2000                         |                              |                              |                              |                              |                              |                              |
| 11.                          | 15.11.2000                   | Bukareszt, Rumunia           | Jugosławia                   | 2:1                          | 1                            | towarzyski                   |
| 2001                         |                              |                              |                              |                              |                              |                              |
| 12.                          | 24.03.2001                   | Bukareszt, Rumunia           | Włochy                       | 0:2                          | 0                            | el. MŚ 2002                  |
| 13.                          | 25.04.2001                   | Ploeszti, Rumunia            | Słowacja                     | 0:0                          | 0                            | towarzyski                   |